# Tylerius spinosissimus
Tylerius spinosissimus е вид лъчеперка от семейство Tetraodontidae. Видът не е застрашен от изчезване.

## Разпространение и местообитание
Разпространен е в Австралия, Бангладеш, Вануату, Виетнам, Индия, Индонезия, Камбоджа, Китай, Малайзия, Малдиви, Мианмар, Мозамбик, Нова Каледония, Палау, Папуа Нова Гвинея, Параселски острови, Провинции в КНР, Сингапур, Тайван, Тайланд и Южна Африка.
Обитава крайбрежията на океани и морета. Среща се на дълбочина от 18,5 до 425 m, при температура на водата от 9,7 до 25,3 °C и соленост 34,3 – 35,3 ‰.

## Описание
На дължина достигат до 12 cm.